# Familjen Jackson
Familjen Jackson är en amerikansk familj verksam i huvudsak inom musik- och underhållningsbranschen. Familjen kommer ursprungligen från staden Gary i delstaten Indiana, USA men flyttade senare till Kalifornien. Flera av familjens medlemmar har satt stor prägel på det sena 1900-talets populärmusik, men även på musik- och underhållningsbranschen som sådan. De mest kända familjemedlemmarna är Michael Jackson och hans bröder i gruppen The Jackson 5 (oftast enbart Jackson 5, senare The Jacksons) samt deras yngre syster Janet, som hade stora framgångar på 1970-, 80- och 90-talen. 
Michael Jacksons framgångar som soloartist är troligtvis den främsta i musikhistorien.

## Bakgrund och historia
Joseph Jackson och Katherine Scruse gifte sig den 5 november 1949 och köpte ett litet hus med endast två rum på 2300 Jackson Street i Gary, Indiana för 800 dollar. Under de tidiga åren i Gary bildade Joseph (oftast kallad Joe) ett rhythm and blues-band kallat The Falcons. Hans musikkarriär varade knappt två år, och han försörjde sig sedan som stålverksarbetare på U.S. Steel Company. Under åren 1950–66 fick Joe och Katherine nio barn (tio om man räknar med en son som dog vid födseln), som alla senare skulle växa upp och bli musiker och artister.
Det hela började med att Joe år 1964 tog initiativ till att hans fem äldsta söner, Jackie, Tito, Jermaine, Marlon och Michael, bildade gruppen Jackson 5 (senare ombildad till The Jacksons). De fick 1968 kontakt med skivbolaget Motowns grundare Berry Gordy som omedelbart gav dem skivkontrakt. 1969 fick de sin första hit med låten ”I Want You Back”, och sedan fortsatte gruppens framgångar ända in på 1980-talet. Gruppen var mycket framgångsrik och man sålde miljontals skivor världen över. Framgångarna ledde till att Jackson 5 fick smeknamnet "First Family of Soul". Brödernas framgångar gjorde att deras syskon Rebbie, La Toya, Randy och Janet så småningom följde i deras fotspår.
Inledningsvis bestod brödragruppen av de äldsta bröderna Jackie, Tito och Jermaine med Jermaine som ledsångare. Vid denna tidpunkt kallade sig gruppen för "The Jackson brothers". När Michael och Marlon blev tillräckligt gamla plockades de också in och gruppen bytte namn till Jackson 5. Lille Michael spelade till en början bongotrummor men det stod snart klart att hans distinkta och makalösa stämma samt energiska James Brown-inspirerade danssteg gjorde honom perfekt som frontman. Michael och Jermaine blev härmed gruppens två ledsångare. Livlige och energifyllde Michael tilldelades oftast upptempolåtarna medan den lite äldre och mognare Jermaine ofta tog hand om kärleksballaderna. 1972 släppte Michael sitt debutalbum som soloartist (han kvarstod dock som medlem i bandet), men det skulle dröja till 1979 innan han började satsa på sin solokarriär på allvar. Det året släppte han albumet Off the Wall, som blev en storsäljare världen över. Det var dock med albumet Thriller som kom i december 1982 som han fick den enorma framgång som till slut skulle ge honom smeknamnet ”King of pop”. Thriller ansågs vara banbrytande på flera sätt, och är enligt Guinness Rekordbok världens mest sålda musikalbum med minst 104 miljoner sålda skivor världen över. Efter Thriller släppte han ytterligare fem album, och han är i dag en av de bäst säljande artisterna genom tiderna. Michael Jackson avled den 25 juni 2009. 
Näst efter Michael så är Janet Jackson den i syskonskaran som haft störst framgångar. Hennes karriär som soloartist tog fart i mitten av 1980-talet då hon fick en rad stora hits världen över, och hennes karriär fortgår ännu i dag. Jermaine Jackson är det tredje mest framgångsrika syskonet. Han släppte flera soloalbum från 1972 till 1991. Efter framgångarna för Michael och Janet har familjen Jackson fått smeknamnet "Royal Family of Pop". Även Rebbie, La Toya och Randy har haft aktiva musikkarriärer, dock inte lika framgångsrikt som sina syskon.
Rebbie Jacksons mest berömda låt är "Centipede" som skrevs av Michael.
Jackie Jackson är en framstående låtskrivare och står bakom låtar som "Can you feel it", "Your ways", "Torture" och "Time waits for no one". Under Motowntiden använde han ofta sin falsettröst. Efter Motown brukade han oftare sitt vanliga register. Hör t.ex. "Wait". 
Tito Jackson är en skicklig blues- och funkgitarrist. Lyssna t.ex. till hans funkiga gitarrsolo i This place hotel.
Jermaine Jackson är en James Jamerson-inspirerad basist och är allmänt aktad som en av Jacksonklanens skickligaste soulsångare. En av hans stora förebilder är Marvin Gaye. Hans imponerande vokala insatser hörs bäst i låtar såsom "Castle of sand" och "You like me don't you".
La Toya Jackson gav ut en låt kallad "Home" till minne av Michael Jackson efter hans bortgång 2009. 
Marlon Jacksons största hitlåt är "Don't go" som släpptes 1987. Marlon anses vara en av familjens bästa dansare.
Michael är av många ansedd som tidernas störste artist. Han är känd för sin distinkta röst, originella dans och banbrytande liveframträdanden och musikvideofilmer.
Randy är en skicklig multi-instrumentalist och låtskrivare. Han och Michael skrev många klassiker tillsammans såsom "Shake your body" och "Lovely one". Hans röst kan höras på låtar såsom "Can you feel it" och "One more chance".
Janet är känd för sin dansdrivna soulpop och är den som lyckats bäst vid sidan av Michael. Hon är dessutom en framgångsrik skådespelerska.

## Utmärkelser
Utöver otaliga Grammys och andra utmärkelser över hela världen har The Jacksons (Jackson 5 bytte namn till The Jacksons 1976), Michael (som soloartist) och Janet fått var sin stjärna på Hollywood Walk of Fame (1980, 1984 och 1990). År 1997 valdes Jackson 5 in i Rock and Roll Hall of Fame. År 2001 valdes Michael även in som soloartist. Året därpå fick Joe Jackson utmärkelsen "the best musical manager of all time" av Hall of Cleveland.

## Kontroverser och skandaler
Under årens lopp har det även uppstått kontroverser kring familjen. Mest uppmärksammat är de anklagelser angående påstådda sexuella övergrepp mot barn som riktades mot Michael 1993 och 2003. 1993 krävde föräldrarna till Jordan Chandler, det första barnet att anklaga Jackson, ca 100 miljoner dollar av Michael Jackson, vilket han rakt av sa nej till då han ville ta detta till en domstol och avgöra det på ett rättvist sätt. Jackson's advokater avslutade dock fallet med en uppgörelse på 30 miljoner dollar. År 2003 blev han på nytt anklagad för samma brott, men den här gången gick det till åtal och rättegång, men han frikändes helt år 2005. 
Janet gjorde skandal i direktsänd TV (Super Bowl 2004) då artistkollegan Justin Timberlake under ett gemensamt framträdande blottade hennes bröst genom att helt enkelt slita bort den del av hennes kläder som täckte överkroppen. 
Några av syskonen Jackson har vid olika tillfällen offentligt kritiserat varandra. Man har även anklagat fadern Joe för olika övergrepp, bl.a. misshandel.

## Familjemedlemmarna
Barn till Joseph och Katherine Jackson
Joseph och Katherine fick tio barn. Sonen Brandon (tvilling till Marlon) dog vid födseln, men de övriga nio har levt till vuxen ålder. Samtliga blev artister och musiker.
- Maureen Reillette "Rebbie" Jackson (född 29 maj 1950)
- Sigmund Esco "Jackie" Jackson (född 4 maj 1951)
- Toriano Adaryll "Tito" Jackson (född 15 oktober 1953, död 15 september 2024[1])
- Jermaine La Jaune Jackson (född 11 december 1954)
- La Toya Yvonne Jackson (född 29 maj 1956)
- Marlon David Jackson (född 12 mars 1957)
- Brandon Jackson (född 12 mars 1957 – dog vid födseln)
- Michael Joseph Jackson (29 augusti 1958–25 juni 2009)
- Steven Randall "Randy" Jackson (född 29 oktober 1961)
- Janet Damita Jo Jackson (född 16 maj 1966)

Dessutom har Joseph Jackson ett utomäktenskapligt barn med Cheryl Terrell.
- Joh'Vonnie Jackson (född 30 augusti 1974) – arbetar som flygvärdinna.

Barnbarn och barnbarnsbarn till Joseph och Katherine Jackson 
- Rebbie Jackson och Nathaniel Brown har tre barn:

1. Stacee Brown (f. 1971) – Stacee är en singer-songwriter som ofta spelar in med sin yngre syster. Hennes son London Blue föddes 2005.
2. Yashi Brown (f. 1977) – Yashi är en singer-songwriter som ofta spelar in med sin äldre syster.
3. Austin "Auggie" Brown (f. 1985) – Auggie är en singer-songwriter och musiker.

- Jackie Jackson och Enid Spann fick två barn:

1. Sigmund Esco "Siggy" Jackson, Jr. (f. 1977) – "Siggy", eller DealZ, är rappare och inbiten motorcyklist.
2. Brandi Jackson (f. 1982) är ett adopterat barn.

- Tito Jackson och Delores "Dee Dee" Martez har tre barn:

1. Tariano Adaryll Jackson, Jr. (f. 1973) – medlem av den framgångsrika popgruppen 3T
2. Taryll "Taryll" Adren Jackson (f. 1975) – medlem av den framgångsrika popgruppen 3T
3. Tito Joe "TJ" Jackson (b. 1978) – medlem av den framgångsrika popgruppen 3T. Han har en son kallad Royalty född år 2000.

- Jermaine Jackson och Hazel Gordy fick tre barn:

1. Jermaine Lu Juane Jackson, Jr. (f. 1977)
2. Autumn Joy Jackson (f. 1978)
3. Jaimy Jackson (f. 1987)

- Jermaine Jackson och Margaret Maldonado gifte sig aldrig men fick två barn:

1. Jeremy Jackson (f. 1986)
2. Jourdynn Jackson (f. 1989)

- Jermaine Jackson och Alejandra Oaziaza fick två barn:

1. Jaffar Jackson (f. 1996)
2. Jermajesty Jackson (f. 2000)

- Jermaine Jackson och Halima Rashid (fjärde frun) har inga barn.

- LaToya Jackson och Jack Gordon fick inga barn.

- Marlon Jackson och Carol Parker har tre barn:

1. Valencia Jackson (f. 1977) – har en son, Noah, född 2006.
2. Brittany Jackson (f. 1978)
3. Marlon David Jackson, Jr. (f. 1985)

- Michael Jackson och Lisa Marie Presley fick inga barn.

- Michael Jackson och Deborah Jeanne "Debbie" Rowe fick två barn:

1. Prince Michael Jackson även känd som Michael Joseph Jackson, Jr. (f. 1997)
2. Paris Michael Katherine Jackson (f. 1998)

- Michael Jackson och en ännu okänd kvinna (möjligen surrogatmamma) fick ett barn:

1. Prince Michael Jackson II ("Blanket") (f. 2002)

- Randy Jackson och Eliza Shaffel fick ett barn:

1. Steveanna Jackson (f. 1990)

- Randy Jackson och Alejandra Oaziaza fick tre barn:

1. Genevieve Jackson (f. 1989)
2. Donte Jackson (f. 1991)
3. Steven Randall Jackson, Jr. (f. 1991)

- Janet Jackson och James DeBarge fick inga barn.

- Janet Jackson och Rene Elizondo, Jr. fick inga barn.

- Janet Jackson och Jermaine Dupri fick inga barn.

- Janet Jackson och maken Wissam Al Mana har en son:

1. Eissa Al Mana (f. 2017)